# Igreja de São Miguel (Castelo Branco)

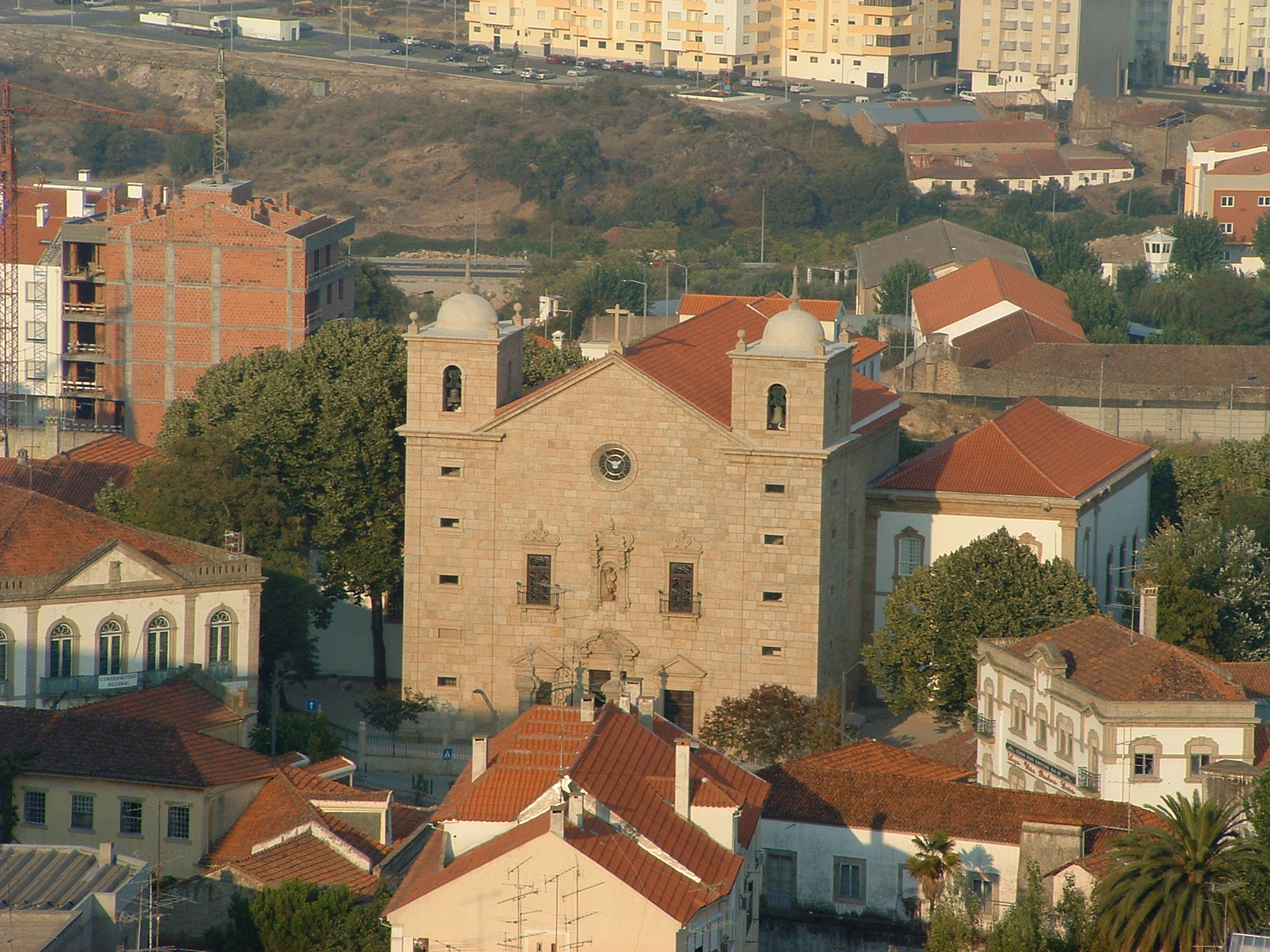
Igreja de São Miguel (Sé), vista do castelo.

A Igreja de São Miguel, também referida como Igreja Matriz e Sé Catedral de Castelo Branco, localiza-se na freguesia de Castelo Branco, município do mesmo nome, distrito de Castelo Branco, em Portugal.
A Sé Catedral de Castelo Branco está classificada como Monumento Nacional desde 2021.

## História
O templo remonta à Idade Média.
As principais campanhas de intervenção arquitectónica ocorreram em 1682, visível nos dois níveis inferiores da fachada, de cariz barroco, e em 1691, com a introdução de pinturas da autoria de Bento Coelho em oito capelas. Em 1771, com a passagem de Castelo Branco a Diocese, a igreja eleva-se a catedral e recebe nesta altura obras de beneficiação. Em 1785 é reconstruída a capela-mor e em 1791 introduzidas pinturas de Pedro Alexandrino no retábulo (de 1785) e na Capela do Santíssimo. Outras intervenções de beneficiação foram executadas nos séculos XIX e XX.
Um funicular ligando o Largo da Sé ao castelo está desde 2005 previsto para 2020.

## Características
Originalmente de traçado românico, sofreu alterações ao longo dos séculos, sendo hoje maioritariamente visíveis os elementos da arquitectura barroca e rococó.
O arco do cruzeiro foi alterado a cerca de 1608 sendo ainda visíveis vestígios da estrutura original do século XVI.
A fachada principal é dominada por três portais no nível térreo (laterais com frontão triangular e central mais elevado com frontão curvo interrompido), duas janelas a ladear um nicho com uma estátua de São Miguel no nível intermédio, óculo circular no nível superior, e duas torres sineiras laterais. No interior, a nave longitudinal apresenta seis altares laterais em talha dourada.